# Mk
mk er en film instrueret af Mikala Krogh.